# Heilig Hartbeeld (Baarle)
Het Heilig Hartbeeld is een standbeeld in de Nederlandse plaats Baarle, gemeente Baarle-Nassau.

## Achtergrond
In 1930 vierde pastoor J.A. Vekemans zijn zilveren priesterjubileum, hij kreeg daarvoor van de parochianen een Heilig Hartbeeld aangeboden. Op 29 september 1930 werd het beeld onthuld, waarna ook de Sint-Salvatorkapel, die mede op initiatief van Vekemans was gebouwd, werd ingewijd. Het door Louis Jacobin gemaakte beeld staat voor de Onze-Lieve-Vrouw van Bijstandkerk, ter hoogte van het voormalig patronaatsgebouw.
Zes jaar eerder werd in Baarle-Hertog ook een Heilig Hartbeeld onthuld. Het stond aanvankelijk op het Kerkplein, tegenwoordig aan de Pastoor de Katerstraat.

## Beschrijving
Het beeld toont een staande Christusfiguur in zegenende houding. Hij is gekleed in een lang gewaad en omhangen met een mantel. Op zijn borst is het vlammende Heilig Hart zichtbaar, omwonden door een doornenkroon en omgeven door een stralenkrans. Uit een wond in het hart vallen twee bloeddruppels.
Het beeld staat op een hoge sokkel, waarop in reliëf een tekst is aangebracht: 

BEWAAR O HEER UW VOLK EN ZEGEN UW ERFDEEL